# Dumpa
Die Dumpa (norwegisch für Senke) ist eine Senke der Sør Rondane im ostantarktischen Königin-Maud-Land. Im westlichen Teil der Berrheia liegt sie nordöstlich des Humpen. 
Wissenschaftler des Norwegischen Polarinstituts benannten sie 1990.